# Gaudéric de Viéville
Gaudéric, Gaudérique de Viéville, ou Gaudry (en catalan : Galderic [gald.rik] ) (Vilavella, actuel Saint-Gaudéric, comté de Carcassonne, vers 820 - Saint Martin du Canigou, Conflent, 900) est un saint de l'Église catholique, fêté le 16 octobre. C’est un paysan du IXe siècle qui, avec ses deux frères, cultivait les terres d'un propriétaire. Il défendit les droits des paysans, les protégeant des abus et des mauvais traitements des seigneurs. Il est le patron des agriculteurs catalans. On l'invoque pour obtenir la pluie parce qu'il avait fait jaillir du sol une fontaine.

## Étymologie du prénom
Le nom de « Galderic » est dérivé de la langue allemande « Gaut » qui signifie « Dieu » et « Éric » qui signifie « Serviteur ».
On pourrait traduire le nom par « celui qui est au service de Dieu ».

## Vénération
Gaudéric est mort en odeur de sainteté et, est enterré dans le monastère de Sant Martí del Canigó. Une série de miracles lui est attribuée et il est canonisé en 990 lors du concile de Narbonne par l’évêque Raymond II de Toulouse.
Sa fête est le 16 octobre. Il est le saint patron du Roussillon, du Conflent, du Vallespir et de Perpignan. Il est également le patron originel des agriculteurs catalans, jusqu'à son remplacement par Saint Isidore le Laboureur à partir du XVIIe siècle en Catalogne Sud. Toutefois, aujourd'hui il est encore vénéré par les paysans des deux côtés des Pyrénées.
Il est fréquent de rencontrer le prénom Gaudéric ou Galdric en Catalogne Nord[réf. nécessaire].

### Reliquaires
Pendant la Guerre des faucheurs, la France envahit les comtés catalans.
Le 5 juillet 1654, craignant pour les reliques du saint, les moines du Conflent les emmenèrent par des chemins de montagne jusqu'à l'église du monastère roman de Sant Pau del Camp de Barcelone. Les moines sont arrivés avec les reliques à Barcelone le 18 juillet, lors de l'organisation d'une procession solennelle présidée par les conseillers municipaux. Après la signature du Traité des Pyrénées, par lequel Philippe IV de Castille et III d'Aragon cédait à Louis XIV les comtés nord-catalans, les reliques de Saint Gaudéric retournèrent au Canigou, en passant, après sécularisation, par la Cathédrale de Perpignan. 
Depuis le 16 octobre 2013, une relique de saint Galderic peut être vénérée dans l'église paroissiale de l'ancien monastère bénédictin de Sant Pau del Camp à Barcelone, grâce à une donation de l'évêché d'Elne-Perpignan.
Elle est conservée à l'intérieur d'une urne créée par l'artisan maître Joan Vallve i Benach.
Autres reliquaires :
- Saint Laurent de la Salanque : Dans l'église paroissiale Saint-Laurent, on peut voir une statue reliquaire peinte. Le piédestal se présente comme un garde qui contient des reliques (XIXe siècle).
- Saint Feliu d'Amont : L'église comporte un buisson doré de reliques en images, arbustes et buissons de graisse[incompréhensible]. La relique était à l'arrière du crâne[incompréhensible]. Au sud du coffret figurent le nom du sculpteur et la date de relocalisation de l'œuvre. Le reliquaire est l'œuvre du sculpteur François Boher né à Villefranche-de-Conflent en 1769.
- Rivesaltes : On y voit une statuette reliquaire en bois peint de saint Gaudéric. Le pilier rectangulaire de la statue est traversé par un médaillon qui contient ses reliques (XIXe siècle).
- Un document, fragment du sermon pour la fête de Sant Galderic écrit par l'abbé Oliba entre 1018 et 1046, est conservé au Musée épiscopal de Vic (fichier de capituler, pièce XIII-6)[5].

### Dans la culture populaire
À Barcelone, le Patronat de Sant Galderic, maintient la continuité de la dévotion des paysans catalans depuis 900 et organise une messe en son honneur. Dans l'église paroissiale de Sant Pau del Camp à Barcelone, le Patronat célèbre une messe en son honneur à 20 heures, au cours de laquelle on chante les goigs du saint. Les cadeaux sont présentés avec un brin d'épi de blé et une copie du goig publiée à l'occasion de la fête. Un gâteau, coca de panoli, et du vin ranci sont servis à tout le monde.
Après la dictature franquiste, en remerciement pour la liberté apportée par les institutions démocratiques et en résonance avec le grand mouvement de récupération de la langue et de la culture catalanes, le culte de saint Gaudéric comme patron des paysans est repris dans toute la Catalogne. La commune de La Tallada d'Empordà clame avoir été la première à récupérer la tradition en 1987. Parmi celles qui viennent de le faire figurent :
- Vallverd d'Urgell : messe de Sant Galderic à l'église de Sant Miquel Arcàngel.[7]
- Esponellà, Serinyà, Porqueres, Fontcoberta : fête de jumelage paysan entre les villes voisines pour Sant Galderic.[8]

- Cornellà del Terri : fête de Sant Galderic a l'église de Santa Llogaia.[9]
- Castellbisbal : fête de Sant Galderic a l'église de Sant Vicenç.[10]
- Ulldemolins : fêtes de Sant Galderic par l'association de femmes "La Carena"[11].
- Terrassa : fondation sociale paysanne de Sant Galderic[12].
- Rubí : fêtes paysannes de Sant Galderic.[13]
- Tavèrnoles : foire paysanne de Saint Galderic.[14]
- Avià : fête de Sant Galderic.[15]
- La Selva del Camp : fêtes paysannes de Sant Galderic par l'association culturelle "25 d'Abril".[16]
- Mollet del Vallès : foire de la paysannerie de Sant Galderic à l'aire naturel de Gallecs[17].
- Campdevànol : messe de Sant Galderic.[18]
- Falset : foire paysanne de Sant Galderic du Priorat, la Ribera d'Ebre et la Terra Alta, les trois, "comarques" du sud de la Catalogne[19].

### Joies ou goigs à Saint Gaudéric
Pour la vénération du saint, existe une chanson avec partition, typique en Catalogne pour célébrer la Vierge ou les saints, qu'on appelle goigs, eux-mêmes souvent imprimés sur des feuilles souvent illustrées.
Extrait :
| catalan | français |
| --- | --- |
| Legítim i antic Patró de la nostra pagesia, Sant Galderic cada dia vetlla el fruit i la llavor. Neix a prop de Carcassona per allà el segle novè, i als parents i a tothom dóna un gran exemple de fe, amb esforç i amb alegria treballant d'agricultor. ... Amb l'eina de l'agullada i amb espigues a les mans, procureu fe i bona anyada als pagesos catalans. L'eixut que tothom patia acaba en l'esplet millor. | Patron légitime et ancien de notre paysannerie, Saint Gaudéric tous les jours regarde le fruit et la graine. Né près de Carcassonne de là le neuvième siècle, et aux parents et tout le monde donne un bel exemple de foi, sans effort et avec joie travaillant comme agriculteur. ... Avec l'outil de la piqûre et avec des pointes dans ses mains, faire la foi et bon cru aux paysans catalans. Le résultat que tout le monde a souffert finir dans la meilleure scission. |

Le poète Jacint Verdaguer lui consacre aussi quelques versets : "De saint Gaudéric dans le voisin hauteur / creuse l'ermite une sépulture / humidifiant la terre en tristes pleurs" ("De sant Galderic en la veïna altura / enfondeix l’ermità una sepultura / humitejant la terra en tristos plors”).

## Légendes[22]
Saint Gaudéric bénéficie jusqu'à ce jour d'une grande ferveur populaire. Ainsi, le 18 mars 2023, pendant une longue période de sécheresse, une procession est organisée à Perpignan pour l'invoquer afin de faire tomber la pluie. Les fidèles partent de la cathédrale, portant la statue et les reliques du saint, et finissent devant la Têt, où une bénédiction a lieu. Quelques heures plus tard, une pluie diluvienne tombe sur la ville, amenant autant d'eau qu'entre janvier et février 2023 cumulés, et déjouant les prévisions des météorologues,,.

### Le miracle de l'aire
Il avait l'amour des pauvres. La porte de sa maison restait ouverte pour les pèlerins et les pauvres. Le premier des miracles qui fit sa renommée se produisit un jour d'août. Le temps était venu de dépiquer le blé. Les gerbes de blé avait été amenées sur l'aire. Cet espace de terre battue était soigneusement préparé. Les gerbes déliées étaient étendues. Les hommes tapaient avec des fléaux afin de détacher les grains. À l'aide de fourches et de râteaux on enlevait ensuite la paille. Gaudéric, ses frères et le domestique étaient là de bon matin. Après avoir prié à genou, ils se mirent au travail. À midi ils avaient bien avancé. Au milieu de l'aire une épaisse couche de froment chauffait au soleil. Après le repas et s'être accordé une heure de repos le battage reprit. Mais bientôt au Cers des nuages menaçants envahissaient le ciel. Un orage soudain éclata. Déjà de grosses gouttes de pluie mêlées de grêlons tombaient sur Viéville. Il était impossible de mettre à l'abri les gerbes déjà sur l'aire. Des torrents de pluie allaient emporter les grains qui recouvraient le sol. Gaudéric pensait à la récolte perdue, à l'hiver de disette qui s'annonçait. « Lorsque les pauvres, les pèlerins, les errants frapperont à la porte de la maison, la huche sera vide. » Gaudéric se précipite au devant de l'orage, ses mains suppliant Dieu. On vit alors les nuées de l'orage se partager en deux avant d'arriver sur l'aire pour se rejoindre plus loin. L'aire resta parfaitement sèche. Partout ailleurs dans le voisinage c'était la désolation des récoltes saccagées.

### Le miracle de l'Angélus
Gaudéric avait une dévotion toute particulière à la Vierge, mère de Jésus. Il fleurissait avec les fleurs des champs les petites statues de la Vierge du village. Dès que tintait au clocher de Viéville l'Angélus on le voyait s'agenouiller et prier Marie. Ce « réflexe » était bien connu du voisinage. Un jour, un jeune sacristain un brin farceur voulut lui jouer un tour. Le ruisseau dit des Fontasses, d'ordinaire à sec ou mince filet d'eau, avait été grossi par la pluie tombée sur les hauteurs. Gaudéric, sa journée de travail terminée, rentrait chez lui. Il cheminait devant ses bœufs tout en méditant. Sa route le conduisait à traverser le ruisseau à gué. Depuis le clocher, le sacristain attendit qu'il soit engagé dans le flot d'eau pour actionner la cloche. Aussitôt voilà le laboureur à genoux, les mains jointes, indifférent à son environnement. Miracle, l'eau qui baignait ses pieds s'écoula vers l'aval tandis que celle venant de l'amont s'arrêta le temps de la prière. Le sacristain, émerveillé par ce prodige, se chargea de raconter dans toute la contrée ce nouveau miracle.

### Le miracle de la source
La tombe de Gaudéric, à Viéville, était devenue un lieu de pèlerinage populaire échappant au contrôle des prêtres de la région. Ceux-ci en informèrent l'évêché de Toulouse. L'évêque Raymond (987-1010), issu de la famille des comtes de Toulouse, les écouta avec bienveillance. Il attendit que soit organisé un concile. Ce serait celui tenu à Narbonne en l'an 990 présidé par l'archevêque Ermengard. Escorté de son clergé, il fit étape à Viéville pour recueillir les ossements de la tombe de Gaudéric. Ils furent placés dans une chasse richement ornée. En 960 une sécheresse terrible sévit sur la région. À Narbonne à proximité de la basilique Saint-Paul, la Robine ne fut plus qu'un mince filet d'eau. Les feuilles des arbres desséchés jonchaient le sol. L'eau devint rare. Les évêques du concile décidèrent de s'installer hors des murs dans une forêt. Les porteurs des chasses contenant les précieuses reliques plantèrent dans la terre, les fourches servant de trépieds. Dans le carré des toulousains, au pied du reliquaire de Gaudéric, soudain une source jaillit. Ce miracle mit le clergé en émoi. Les habitants de la cité et des villages accoururent voir ce prodige. La sainteté de Gaudéric fut alors établie et reconnue.

### Les portes du ciel
Une autre légende, racontée par Joan Amades, nous dit que Gaudéric était le remplaçant de saint Pierre à la porte du ciel. Saint Pierre demanda à Dieu de lui donner sept jours de fête pour venir passer une semaine à Barcelone. Dieu lui accorda sa permission et Gaudéric prit le contrôle de la porte. Saint Pierre aima tellement ce qu'il avait vu à Barcelone qu'il décida d'y rester une semaine de plus. Après une semaine, cependant, Dieu alla à la porte du ciel pour savoir les impressions de saint Pierre sur Barcelone, et voyant qu'il n'était pas revenu, il dit à Gaudéric qu'il ne le laisserait pas entrer, car l'heure de l'Angélus était passée, et après cette heure-là, les portes du ciel ne s'ouvrent plus à personne. Tandis que Gaudéric s'occupait de la porte du ciel, la paysannerie catalane allait très mal : de nombreuses sources se tarissaient, certaines rivières s'asséchaient, des maladies endommageaient les plantes et les arbres... Quand saint Pierre revint, Gaudéric descendit en Catalogne et répara tous les maux qui affectaient ces terres.

## Iconographie

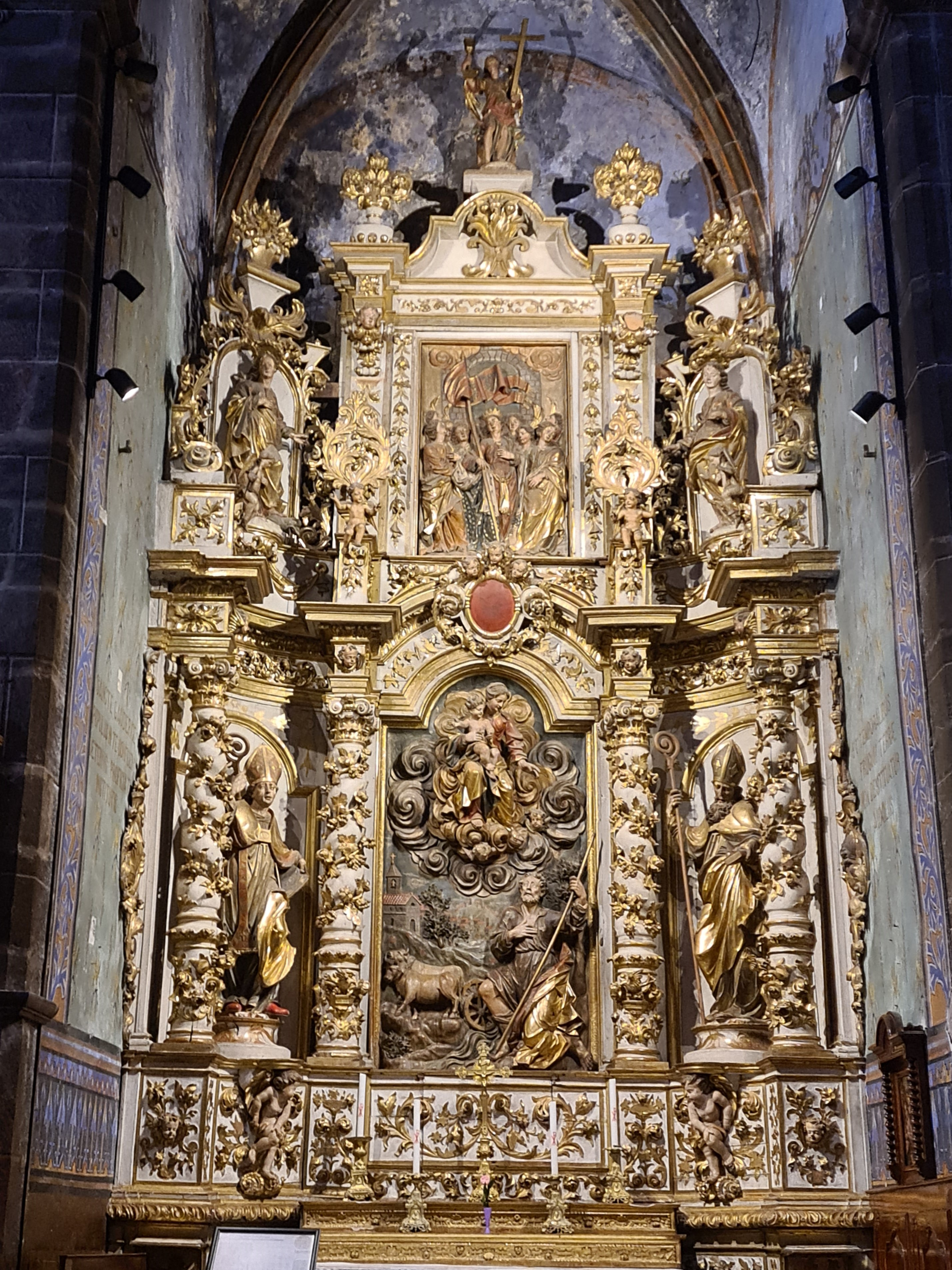
Retable de Saint Gaudéric attribué à Joseph Sunyer (1714), église Saint-Pierre de Prades.

Bien que saint Gaudéric soit parfois habillé de l'habit bénédictin, en particulier dans certaines vieilles peintures ou gravures du Roussillon, les images des XVIe siècle et XVIIe siècle sont plus abondantes, où il est habillé avec une coquille couverte au milieu, avec des boutons jusqu'au cou et serrés avec une ceinture, généralement avec une boucle. Les culottes arrivent juste sous ses genoux, légèrement pompées, se terminant par des « leggings »[pas clair] serrés aux jambes, et très souvent boutonnées de haut en bas. Ses attributs sont : dans la main droite des épis de maïs, à gauche une aiguille, ou vice versa. Il[Quoi ?] est rarement remplacé par une bosse. Nous pouvons dire que son attribut principal, et qui le distingue des autres paysans saints, est l'aiguillon. La piqûre est un long poteau avec une petite pelle plate au fond, qui sert à la fois à nettoyer la charrue et à pousser les bœufs. C'est un outil long, plus long que la taille d'un homme, qui est maintenant tombé en désuétude à cause de l'usinage du champ. Dans certains endroits, l'aiguille porte un crochet à l'autre extrémité qui sert à attacher les pattes des moutons qui sont sevrés du troupeau. Quelques œuvres d'art traditionnelles sont : 
- Retable dans la cathédrale de Perpignan, par Lluís Generes (1685-87).
- Image du saint agenouillé devant la Vierge Marie. Peinture du XVIIe siècle dans l'église Sainte-Marie de Corneilla-de-Conflent.
- Clé en arrière et retable dans l'église Saint-Pierre de Prades (1714).
- Retable dans l'église paroissiale de Santa Eulàlia de Marquixanes (1742-1745)[29].
- Image du saint dans l'église paroissiale de Mosset[30].
- Retable de San Isidro et Sant Galderic dans l'église de Santa Fe de Valldeperes (Bages)[31].
- Image à Sant Pau del Camp (Barcelone)[32].

### Supplantation par Saint Isidore en Catalogne Sud
Certaines figurations ont représenté une paire de taureaux labourant. C'est une erreur, car c'est un trait de San Isidro, un saint patron de la paysannerie espagnole. Dans certains sites paroissiaux de petite économie, ils[Qui ?] ont changé leurs oreilles par une charrue pour transformer l'image de Sant Galderic à San Isidro, après que le Vatican a octroyé aux rois espagnols le droit de nommer des évêques. Des évêques castillans qui ne connaissaient pas les traditions et les coutumes de la Catalogne étaient envoyés là et imposaient celles de Castille. Il existe quelques images où l'on peut observer le nom de San Isidro ajouté sur celui de Sant Galderic.
Le président Patronat de Sant Galderic, Agustí Esteve, explique que « lorsque nous nous tournons vers le 16e siècle, la flambée culturelle castillane dans notre pays est perceptible de manière décisive, pour cette raison et surtout après des Décrets de Nueva Planta, disparaissant tout ce qui sent la catalanité, les évêques castillans qui l'ont imposé ont remplacé Sant Galderic par San Isidro, canonisé par le pape Grégoire XVI en 1622. Bientôt notre saint était enraciné, bien que sa mémoire ne fût pas perdue du tout". Un autre exemple de cette confusion, c'est le retable à Saint Isidore, ancien Gaudéric, au Monastère de Solius à Santa Cristina d'Aro. »[réf. nécessaire]